# Варкалкі
Варкалкі (пол. Warkałki) — село в Польщі, у гміні Мілаково Острудського повіту Вармінсько-Мазурського воєводства.
Населення — 174 особи (2011).
У 1975-1998 роках село належало до Ольштинського воєводства.

## Демографія
Демографічна структура станом на 31 березня 2011 року:
|          | Загалом | Допрацездатний вік | Працездатний вік | Постпрацездатний вік |
| -------- | ------- | ------------------ | ---------------- | -------------------- |
| Чоловіки | 87      | 21                 | 58               | 8                    |
| Жінки    | 87      | 21                 | 49               | 17                   |
| Разом    | 174     | 42                 | 107              | 25                   |